# Quettreville-sur-Sienne
Quettreville-sur-Sienne är en kommun i departementet Manche i regionen Normandie i norra Frankrike. Kommunen ligger i kantonen Montmartin-sur-Mer som tillhör arrondissementet Coutances. År 2018 hade Quettreville-sur-Sienne 1 487 invånare.

## Befolkningsutveckling
Antalet invånare i kommunen Quettreville-sur-Sienne
| Referens: INSEE |